# Mike Ladd
Pour les articles homonymes, voir Ladd.
Mike Ladd, né à Boston le 13 juillet 1970 dans le Massachusetts, est un rappeur américain pratiquant le spoken word, reconnu pour ses textes poétiques. Il est également producteur au sein de son propre label, Likemadd. Il s'inspire de groupes allant de Funkadelic à King Tubby, Minor Threat, et l'artiste Charles Stepney.

## Biographie
Ladd est né à Boston dans le Massachusetts,, et réside actuellement à Paris, en France. Avant de se lancer dans la musique, il gagne le Nuyorican Poets Café Slam et est publié en 1996 dans le recueil In Defense of Mumia.
En 1997, il sort son premier album, chez Scratchie, intitulé Easy Listening 4 Armageddon. Il publie ensuite Welcome to the Afterfuture LP et Vernacular Homicide EP chez Ozone Music en 2000. Il entreprend ensuite une trilogie mettant en scène un combat entre le bien et le mal, représentés respectivement par The Infesticons et The Majesticons. Il publie aussi sur le label Big Dada Gun Hill Road en 2000 (album qui réunit, entre autres, Saul Williams, LP, Mr Len, Antipop Consortium et Rob Smith) et Beauty Party en 2003. En 2001, il apparaît sur le titre Basementized Soul de Mr. Flash, extrait du disque Le Voyage Fantastique. En 2002, il apparaît également sur les morceaux Sublime et Heroes de Terranova, extraits de leur album Hitchhiking Non-Stop With No Particular Destination. Avec le pianiste et compositeur Vijay Iyer, il publie, en 2003, une chanson sur le monde post 11 septembre, In What Language?. En 2004, il publie  Nostalgialator un album inspiré de l'ouvrage éponyme de Petrine Archer-Straw.
Father Divine, coproduit par Gymkhanasort, est publié en 2005 sur ROIR. Il fait également du freestyle sur l'album éponyme d'Anarchist Republic of Bzzz, avec Arto Lindsay, Marc Ribot et Sensational. En 2015, il participe à l'album Polyurbaine au côté de Zone libre, et Marc Nammour, et commence une tournée en novembre. Il participe également au morceau L'Arène du collectif La Canaille, avec Marc Nammour, publié dans l'EP Deux yeux de trop.

## Discographie
- 1997 : Easy Listening 4 Armageddon
- 2000 : Welcome to the Afterfuture
- 2000 : Gun Hill Road
- 2003 : Beauty Party
- 2003 : In What Language?, avec Vijay Iyer
- 2004 : Nostalgialator
- 2005 : Negrophilia
- 2005 : Father Divine
- 2007 : Still Life With Commentator, avec Vijay Iyer
- 2013 : B2Bill, avec Emmanuel Bex et Nico Morelli
  -  : Holding It Down: The Veterans’ Dreams Project (avec Vijay Iyer)
  -  : Sleeping in Vilna: Why Waste Time (Ayler Records 2013, avec Dirk Rothbrust, Carol Robinson, Dave Randall)
- 2015 : Polyurbaine, avec Zone Libre et Marc Nammour
- 2016 : Gain, avec Jeff Parker, HPrizm/High Priest et Tyshawn Sorey
- 2017 : The Eclipse, Jade, Musea Records (Olivier Frèche, Charlie Davot, Bernard Brand - Autres invités: Médéric Collignon, Pierre-Alain Goualch)
- 2018 : Visions of Selam avec Arat Kilo et Mamani Keïta (Accords Croisés)

- Coup de Cœur Musiques du Monde 2018 de l'Académie Charles-Cros.
- 2020 : The Dead Can Rap